# كينج مريوط
كينج مريوط هي منطقة في غرب الإسكندرية تقع في حي ثان العامرية غرب طريق القاهرة - الإسكندرية الصحراوي. يوجد بها المعاهد العليا بكينج مريوط.

## الشوارع
- شارع محمد رشيد الذي سمي على اسم السفير محمد رشيد والد وزير التجارة السابق رشيد محمد رشيد.